# 25-й навчальний центр (Україна)
25-й навчальний центр (25 НЦ, в/ч А1666) — навчальний центр для підготовки фахівців ВСП у Збройних силах України.

## Історія
Навчальний центр було урочисто відкрито Міністром оборони України 15 вересня 2017 року. В заходах взяли участь представники армій країн, фахівці яких беруть участь у формуванні Військової поліції України: Канади, Литви, Польщі, Данії, Великої Британії, Грузії, Чехії.
«Пілотні» курси із підготовки українських бійців ВСП за стандартами НАТО проводились у Львові ще від 2016 року. А від початку 2017 року на базі Тимчасового навчального центру було організовано та проведено три курси підготовки військовослужбовців-правоохоронців. А саме: два курси підготовки українських інструкторів за програмою «Застосування сили» та курс підготовки українських інструкторів «Охорона VIP осіб».
Курс «Застосування сили» проводився під керівництвом інструкторів з Канади. Навчальна програма розрахована на понад 100 годин навчального часу. Упродовж курсу «Застосування сили» слухачі ознайомлюються із аспектами канадського досвіду моделі застосування сили в залежності від поведінки об’єкта. Заняття за інтенсивною методикою поділяються на теоретичну та практичну складову. Основна увага приділяється алгоритму дій представників військової поліції під час виконання функціональних обов’язків, особливо в ході оперативних заходів, та питанням самозахисту.
5 лютого 2018 року 60 військових правоохоронців розпочали вивчати базовий курс військового поліцейського. Заняття проводитимуться із залученням як українських, так й іноземних інструкторів. У ході навчальної програми досвідчені українські викладачі та інструктори поділяться із слухачами власним досвідом, набутим під час виконання завдань у районі проведення Антитерористичної операції, а також вміннями та навичками, які вони перейняли у своїх колег-партнерів військових поліцейських з Канади, Литви Данії, Польщі та Великої Британії.

## Командування
- полковник Олег Керницький (2022)[3]

## Співпраця
Іноземні інструктори співпрацюють з оборонним відомством в рамках операції «Орбітал» і станом на початок 2018 року вже провели чимало різнопланових тренінгів та курсів для українських військовослужбовців.